# 1145 Ребельмонте
1145 Ребельмонте (1145 Robelmonte) — астероїд головного поясу, відкритий 3 лютого 1929 року.
Тіссеранів параметр щодо Юпітера — 3,494.